# Brieuc Quiniou
Pour les articles homonymes, voir Quiniou.
Brieuc Quiniou est un acteur français, né le 7 avril 1990[réf. nécessaire][Où ?]. Il est révélé dans un épisode de Joséphine, ange gardien (2003) et le téléfilm Les Enfants de Christian Vincent (2005).

## Filmographie

### Cinéma

#### Long métrage
- 2005 : Les Enfants de Christian Vincent : Victor Esteban

### Télévision

#### Téléfilm
- 2005 : Trois jours en juin de Philippe Venault : Antoine

#### Séries télévisées
- 2003 : Navarro (épisode : Voleurs sans défense) : Michel Calinescu
- 2003 : Joséphine, ange gardien (épisode Un frère pour Ben) : Lazlo